# 東京奠都
東京奠都（日语：東京奠都），或也有說法認為應稱作东京迁都（日语：東京遷都），是1869年（明治2年）日本天皇和维新政府从京都移驻江户，并改稱江户为东京，使之成为日本新首都的重大历史事件。

## 迁都东京的缘由

### 背景
明治维新初期的京都经过大政奉还和王政复古重新成为日本的政治中心，为了体现新的政治气息，京都新政府内部开始有迁都之呼声。当时江户局势尚未完全稳定，主要視大坂作迁都对象。

### 大久保利通的迁都大坂方案
鸟羽伏见之战后的明治元年（庆应4年）1月17日（1868年2月10日），参与大久保利通向总裁有栖川宮炽仁亲王提议让天皇参拜石清水八幡宮后行幸大坂，如果可能的话在大坂常驻。如此可以一扫朝廷的旧习，推动外交、海军、陆军发展。同年1月23日，在太政官会议上进一步提出浪华迁都（迁都大坂）的建议书。由于遭到保守派公卿猛烈反对，1月26日建议书被否决。随后大久保通过副总裁岩仓具视提出能让保守派也接受的大坂行幸议案，1月29日得到通过。

### 大坂行幸和江户开城
大坂行幸的决定发表之后，还是受到反对迁都的宮家和京都市民的怀疑。因此原本打算陪同天皇行幸的太政官为打消众人顾虑而取消行程。明治元年3月21日（1868年4月13日），天皇由副总裁三条实美率领1,655名随从陪同从京都出发。3月23日到达大坂本愿寺津村別院行驻。天皇在天保山参观了军舰，在大坂逗留40多天后于4月8日回到京都。
和此时没有危机的浪华（大坂）相比，已经是世界大都市的江户正面临分崩离析的危机，前岛密向大久保递交了「江户迁都论」。同年4月11日，江户不流血开城，维新派的目光从大坂转移到江户。

## 江户变成东京

### 大木和江藤的東西两都案
明治元年（1868年）闰4月1日军务官判事大木乔任和东征大总督府监军江藤新平向岩仓具视提出「東西两都」的建议书。建议书阐述让数千年从未接触王化思想东日本地区人民直接受到天皇统治之重要，并且提出建设从江户和京都之间的铁路，这个意见和大久保的大坂行幸相同没有提到迁都，比较容易得到保守派认可。
江户设置天皇皇宫的构想早在江户时代后期佐藤信渊就在文政6年（1823年）所著『混同秘策』中被提到，据说大久保利通也是因此受到启发。

### 德川家移封和东京诞生
明治元年（1868年）5月24日，德川幕府被移封駿府（靜岡）70万石。大木和江藤的东西两都议案也得到认可，维新政府6月19日派参与木户孝允和大木前往江户考察建都事宜。2人在有栖川宮炽仁亲王，三条实美，大久保利通，江藤新平的支持下，同年7月7日返回京都并報告江户建都可行。在此基础上7月17日，天皇发布稱江戶為東京詔書。诏书中天皇當东西日本人民作一家臣民，江户作为东日本第一大都市，天皇将在此管理天下，因此改稱江户为东京。考虑到保守派和京都市民的反弹，诏书没有明确使用迁都和定东京为日本首都的字眼，在东西两都的方针下，东京诞生了。

### 东幸和万机亲裁的宣言
明治元年（1868年）8月27日，天皇举行即位典礼，同年9月20日在岩仓具视，议定中山忠能，外国官知事伊达宗城等人陪同下离开京都前往東京行幸（东幸）。担负警卫的是长州藩、土佐藩、备前藩、大洲藩的藩兵3300人。10月13日到达江户，即日江户改称为东京城。10月17日天皇发布皇国一体，东西平等，天皇亲政的诏书（御东幸万机御亲裁之诏书）。东京市民举行了盛大的庆祝活动。

## 东西两京并立

### 早期还幸慎重论
东幸之后必须还幸，三条实美不赞成立刻还幸京都，他认为德川幕府统治江户300余年，到东京之后马上返回京都必然失去东京的人心，而鎮定關東關乎日本全國盛衰興廢。
结果采纳三条的意见推迟还幸，直到明治元年（1868年）12月8日先帝（孝明天皇）三周年忌辰祭和立后典礼的时候才还幸京都。同年12月22日到达京都。同时为了缓解东京市民的不安宣布不久会马上行幸东京，并且宣布在旧本丸遗址上建造新皇宫。

### 再幸东京
明治2年（1869年）1月25日岩仓具视向天皇进言，很多政府和民间人士都认为要迁都，特别京都和大坂的民心也有所动摇，但是为了有效统治關東諸國須要再次东幸。虽然政府内部很多人提倡迁都，若没有天皇的决断光凭借臣下努力还是无法信服众人。
3月7日明治天皇再幸东京。3月28日到达东京。这次太政官也一同来到东京，京都則設置留守官以安撫不滿的京都居民。同年10月24日皇后也移跸东京。此后天皇就以东京为政治中心。
天皇皇后移驻东京之后公卿、诸藩主、京都的政府官员和市民纷纷要求取消行幸，政府为了安抚民心发布了安民告示。甚至提出迁都名古屋的折衷方案。

### 政府机能转移
京都保留京都御所。到明治4年（1871年）为止，刑部省、大藏省、兵部省在京都的留守机关完全关闭。明治3年5月留守官从京都府迁往宫中，同年12月和京都宫内省合并，明治4年（1871年）8月23日废止。行政机能完全转移到东京。

### 京都还幸延期
明治3年（1870年）3月14日，以东北地区尚未平定和农业欠收减少开支为理由，推迟京都还幸。明治4年（1871年）3月发表在东京举行大尝祭的决定，同年11月17日在东京首次举行大尝祭。
从此京都只是日本名义上的首都，江户变成东京，再次成为政治中心。

## 迁都后之大事表
- 1872年6月（明治5年5月） - 天皇回到京都之時使用行幸而不是还幸。
- 1873年（明治6年）5月 - 东京皇宫着火。天皇暂时搬到赤坂离宮居住。
- 1877年（明治10年）2月 - 天皇指示保留京都的皇居（京都御所），维持原样。
- 1888年（明治21年） - 明治宮殿（日语：明治宮殿）完成，為東京皇宮的正宫。
- 1889年（明治22年） - 日本的皇室典范规定天皇即位典礼和大尝祭（即位后首次新年庆典）必须在京都举行。
- 1891年（明治24年） - 京都御所改称为京都皇宮。
- 1909年（明治42年） - 登极令（昭和22年废除）规定大尝祭的斋田，京都以东以南为悠纪，以西以北为主基。
- 1915年（大正4年） - 大正天皇即位典礼和大尝祭在京都举行。
- 1928年（昭和3年） - 昭和天皇即位典礼和大尝祭在京都举行。
- 1947年（昭和22年） - 皇室典范规定天皇即位典礼在京都举行，对大尝祭的场所不再作规定。
- 1948年（昭和23年） - 东京的皇宫废除宫城的名称，代之以皇居。京都皇宫称为京都御所。
- 1990年（平成2年） - 明仁天皇的即位典礼和大尝祭在东京举行[8]，為天皇即位大典首次在東京舉行。
- 2019年（平成31年／令和元年） - 明仁天皇的退位典礼在东京举行，為天皇退位典礼首次在東京舉行。
- 2023年（令和5年）3月27日 - 文化廳自東京移駐京都辦公（日语：「文化庁の京都移転」）[9]，是150年以來首次有中央機關遷回京都，同時也是首次有文化主管機關回到日本文化核心。

## 首都在哪裡的爭議

### 日本國內
日本历史稱此事件为（東京被奠定為首都）而不是（把首都移遷至東京）。
有關日本首都應在哪裏，日本知识界以及关东关西一直大有争论。关西认为天皇移驻东京只不过是为了施政方便，京都还是名义上的首都，东京只是行政首都。关东则认为天皇和政府机关都在东京，东京理所当然是首都。
日本法律中，无论是宪法还是地方法都没有具體描述或者明文規範首都在哪，所以严格地讲，东京地区使用首都和首都圈的称谓，京都地区使用京畿和近畿地区的称谓都没有法律依据。
目前日本政府的官方網站上將東京作為首都。

### 日本國外
从外国人的角度来看，因为东京是日本行政机关所在地，東京是理所当然的日本首都，並無異議。

## 相关文献
- 冈部精一『东京奠都的真相』仁友社，1917年。
- 喜田贞吉「帝都」『喜田贞吉著作集5　都城的研究』，平凡社，1979年。
- 京都市编『京都的历史』第七巻、京都市史编纂所，1979年。
- 佐佐木克『江户变为东京的那些日子　明治二年的东京迁都』讲谈社，2001年。
- 东京大学史料编纂所编『复古记』全15册，东京大学出版会，1974-1975年。
- 东京都编『都史纪要1　江户到东京的展開　东京奠都的经济史意义』东京都，1953年。
- 东京百年史编集委员会编『东京百年史』第二卷，东京都，1979年。
- 藤野敦『东京都的诞生』吉川弘文馆，2002年。
- 文部省维新史料编纂会编『概观维新史』维新史料编纂事务局，1940年。
- 文部省维新史料编纂会編『维新史』第五巻，维新史料编纂事务局，1941年。
- 若一光司『大阪差点成为首都的那些日子　围绕迁都的明治维新史』三五馆，1996年。